# Ernst Carlebach
Ernst Carlebach (* 18. Oktober 1838 in Mannheim; † 26. März 1923 in Heidelberg) war ein Buchhändler, großherzoglich badischer Hofantiquar und Vorsitzender des Synagogenrats.
Nach der Buchhändlerlehre in London bei Nikolaus Trübner war er bei Heinrich Brockhaus in Leipzig tätig. Von Mannheim kommend eröffnete er am 15. Oktober 1863 in Heidelberg in der Hauptstraße/Ecke Friedrichstraße ein Buch- und Kunstantiquariat. Am 6. Juli 1865 ersteigerte er das Haus Hauptstraße 136 (Ecke Augustinergasse, 1720 erbaut). Im Jahr 1877 folgte der Umzug des Antiquariats in die Hauptstraße 136. Der Antiquar Jacques Rosenthal war einige Zeit bei ihm beschäftigt.
Er war verheiratet mit Emma, geb. Marcus († 6. Juli 1926). 1904 übernahm sein Sohn Albert Carlebach das Antiquariat.